# Dentaspis rugosa
Dentaspis rugosa är en insektsart som beskrevs av Hall 1946. Dentaspis rugosa ingår i släktet Dentaspis och familjen pansarsköldlöss.
Artens utbredningsområde är Uganda. Inga underarter finns listade i Catalogue of Life.